# 沈德忠
沈德忠（1940年—2014年4月5日），汉族，贵州省贵阳市人，中华人民共和国科学家、第十一届全国政协委员。

## 生平
1964年毕业于四川大学物理系。中材科技集团总公司人工晶体研究院高级工程师，清华大学教授。长期从事无机非金属晶体材料的生长、应用及探索研究。任中国工程院院士。第九、十和十一届全国政协委员，代表科学技术界，分入第三十组。并担任人口资源环境委员会专委。
2014年4月5日去世。